# Bichos Criollos
Bichos Criollos es una película documental del año 2012 sobre la historia deportiva de la Asociación Atlética Argentinos Juniors, club que milita en la Primera División del fútbol argentino y cuyos logros lo listan entre los equipos más importantes del continente.

## Argumento
La película está estructurada a partir de la narración de los acontecimientos a cargo del famoso locutor radial Gabriel Schultz, reconocido hincha del equipo, repasando los sucesos más importantes en los primeros 108 años de existencia del club, desde su fundación a principios de siglo hasta el título obtenido en el Torneo Clausura 2010. A lo largo del film se presentan distintos testimonios de algunos de los exjugadores más célebres de la institución como ser Diego Maradona, Claudio Borghi, el Checho Batista, José Néstor Pekerman, Adrián Domenech, Fernando Redondo, Juan Pablo Sorín y el Cuchu Cambiasso. A excepción de las declaraciones de Sergio Batista, todas las demás fueron filmadas en locaciones del Estadio Diego Maradona, sede del club.
La película hace especial énfasis en dos cuestiones: la singularidad de Argentinos Juniors entre los demás equipos del país, ya que se trata, según se dice textualmente en los primeros minutos del film, de un club grande entre los chicos y chico entre los grandes que por esa misma ambivalencia tiene una tendencia al equilibrio; y en el vínculo orgánico entre el club, el barrio de La Paternal y la costumbre del buen juego, que a largo plazo trajo consigo la cosecha de los cinco títulos oficiales que la institución posee. Es muy evidente para cualquier espectador que la historia de la que se da cuenta está plagada de altibajos, aciertos, errores, glorias y frustraciones, como puede suceder en cualquier club deportivo del mundo.
Existe un segmento especial del documental en que se da cuenta de uno de los hechos más importantes en la historia de la institución y del fútbol argentino en general: el alumbramiento de Diego Maradona, el mejor futbolista argentino del siglo XX, y que posee las palabras de primera mano del 10, donde confiesa su cariño incondicional y su agradecimiento para con la institución, que bautizó al estadio en su honor.
Los testimonios de los grandes protagonistas antes mencionados aportan información de primera mano sobre sus experiencias allí y el trabajo cotidiano en distintas épocas en el club, datos muy significativos para el público seguidor del fútbol en general, no necesariamente conocedores de la historia de la institución, condición que permite extender la esfera de interesados y de acercar de manera general la idiosincrasia del club al conocimiento masivo.

## Estreno
El documental se estrenó en el circuito comercial de cine porteño el día 17 de mayo de 2012, dos años y un día después de la última consagración profesional en la historia del club. A su estreno concurrieron varios de los célebres futbolistas en ella entrevistados, de periodistas ligados al ambiente del fútbol, directivos de otras instituciones y exjugadores identificados con el club como Néstor Ortigoza.
Durante el mes de agosto de aquel año fue exhibido en el Centro Cultural Resurgimiento, ubicado en la antigua sede social del club, muy cerca del estadio, luego de dejar de ser proyectado en cines. Luego, fue presentado en las ciudades de Tandil, Puerto Madryn y Gaiman en la Argentina y en los festivales Cinefoot de Río de Janeiro y el Festival de Cine de Berlín.